# Kühlbach (Veybach)
Der Kühlbach ist ein rechter Zufluss des Veybachs. Er entspringt bei Weiler am Berge in der Eifel, fließt durch Weiler am Berge, Rißdorf und Lessenich und mündet bei Satzvey in den Veybach. 
Zwischen Lessenich und Rißdorf handelt es sich beim Lauf des Kühlbach um ein Naturschutzgebiet von ca. 6,4 Hektar Größe. In diesem Abschnitt fließt der Kühlbach durch eine überwiegend als Grünland genutzte Aue, der Bachlauf war zum Zeitpunkt der Unterschutzstellung überwiegend begradigt, an seinem Ufer befanden sich aber bachbegleitende Gehölze. Schutzzweck des Naturschutzgebietes ist die Erhaltung und Wiederherstellung naturnaher Strukturen und der Dynamik eines Fließgewässers, insbesondere die Wiederherstellung eines naturnah mäandernden Bachlaufes, Erhaltung und Wiederherstellung der Nasswiesen in der Aue und die Erhaltung eines Rückzugsgebietes vor allem von feuchtigkeitsliebenden Arten in einem ansonsten intensiv von der Landwirtschaft genutzten Gebiet.